# Słonisz srebrzysty
Słonisz srebrzysty (Halimodendron halodendron (Pall.) Voss.) – gatunek ciernistego krzewu z rodziny bobowatych. Jest jedynym przedstawicielem rodzaju Halimodendron, więc także jego gatunkiem typowym. Występuje głównie na obszarach Rosji, Iranu, oraz w zachodniej części Chin i Mongolii. Jest rośliną ozdobną. Jest gatunkiem krótkowiecznym i światłolubnym.
Gatunek ten był wielokrotnie introdukowany, poza Rosją szczególnie do rekultywacji gleb po szkodach górniczych, ze względu na zdolność gatunku do kolonizacji ziem zubożałych, suchych i o wysokim zasoleniu gleby (kserofit, halofit). Znane są również negatywne oddziaływania, introdukcja tej rośliny w Kalifornii na terenie Stanów Zjednoczonych, przyniosła masowe rozprzestrzenianie się tego gatunku przez co uznawany jest tam za niebezpieczny inwazyjny chwast.

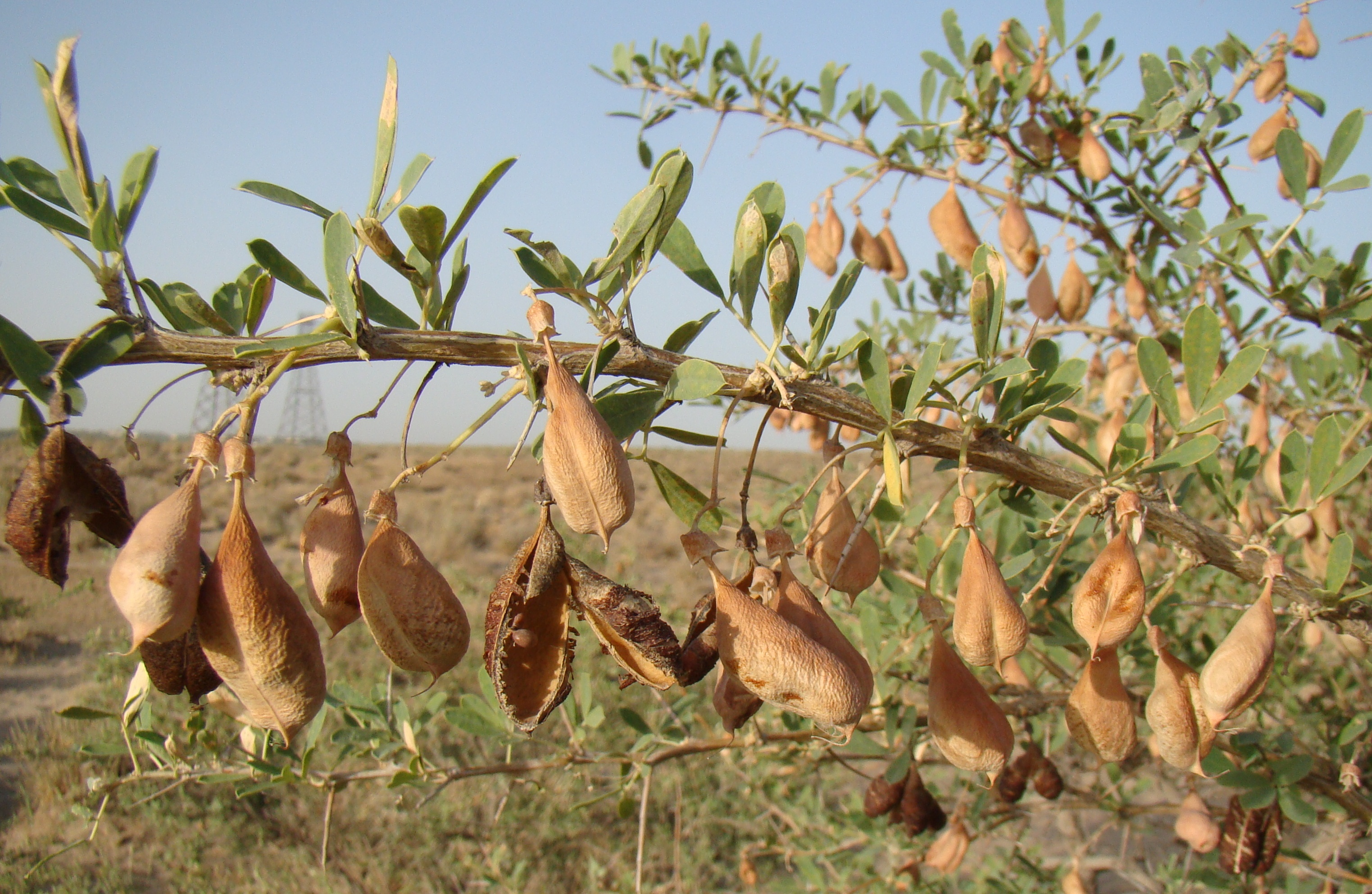
Suche owoce strączkowe

## Morfologia
PokrójWyprostowany lub rozkrzewiający się na boki, do 1,5–3 m wysokości.
liścieZłożone, składające się z 2–4 odwrotnie lancetowatych listków o długości do 3,5 cm, barwy srebrzystoszarej.
KwiatyMotylkowe, skupione w skąpokwiatowych (2–3) gronach.
OwoceStrączkowe, zamknięte i twarde o długości 2,5–3 cm, pozostają na krzewie do wiosny, uznawane za dobrą paszę dla bydła.